# Hormopsylla kyriophila
Hormopsylla kyriophila är en loppart som beskrevs av Tipton et Mendez 1966. Hormopsylla kyriophila ingår i släktet Hormopsylla och familjen fladdermusloppor. Inga underarter finns listade i Catalogue of Life.